# Hvidhovedet havørn
Hvidhovedet havørn (Haliaeetus leucocephalus) er en nordamerikansk rovfugl, der som voksen er let genkendelig på sit snehvide hoved og hals. Det er en kraftig fugl, der kan blive op til 1 meter fra hoved til hale.
Den har lange ben med spidse og krumme kløer, som anvendes til at gribe om byttet, der især er fisk i floder og søer. Den kan klare en stillehavslaks, der kan nå samme vægt som fuglen selv.

## Nationalsymbol i USA
Hvidhovedet havørn er den amerikanske nationalfugl og figurerer mange steder i amerikansk litteratur og symbolik, herunder USA's store segl, præsidentens segl (afbilledet til venstre) og flag, flere logoer for føderale institutioner, og flag mv. for flere delstater. Brugen går tilbage til USA's første år som selvstændig stat og er muligvis efter inspiration fra den romerske republik som anvendte kongeørnen i deres symbolik.